# ميخائيل بلاك
ميخائيل بلاك (بالإنجليزية: Michael Black)‏ (6 أكتوبر 1976 في المملكة المتحدة - ) هو لاعب كرة قدم بريطاني في مركز الوسط. لعب مع بوريهام وود إف سي ونادي أرسنال ونادي برينتفورد ونادي ترانمير روفرز لكرة القدم ونادي ساوثيند يونايتد ونادي ميلوول وبوترز بار تاون وبيشوب ستورتفورد وبيليريكاي تاون وBarking & East Ham United F.C. ‏ ونادي تشيشونت وإنفيلد تاون وTilbury F.C. ‏.

## وصلات خارجية
- ميخائيل بلاك على موقع قاعدة بيانات كرة القدم.إي يو (الإنجليزية)
- ميخائيل بلاك على موقع Soccerbase.com (لاعب) (الإنجليزية)